# Uta Beth
Uta Beth (* 1941 in Graudenz) ist eine deutsche Journalistin, Hörspielautorin, -regisseurin und -redakteurin.

## Leben
Beth wuchs in Lübeck und Hamburg auf. Sie studierte Germanistik, Theaterwissenschaften, Kunstgeschichte, Soziologie und Psychologie in Hamburg und Wien. Von 1981 bis 1997 war sie Redaktionsleiterin für Kinderprogramme beim RIAS und Deutschlandradio Berlin. Danach war sie freie Mitarbeiterin verschiedener Rundfunksender und Printmedien. Unter anderem führte sie mit Axel Fidelak und Paul Hartmann Regie in der sechsteiligen Hörspielreihe Im Zauberland nach den Romanen von Alexander Wolkow. 2008 erschien ihr Buch „Heimat ist da, wo man verstanden wird“ Junge VietnamesInnen in Deutschland (mit Anja Tuckermann, ISBN 9783940213433). Für ihre Hörspiel- und Featureproduktionen wurde sie mehrfach ausgezeichnet, u. a. erhielt sie 1996 den Dritten Preis beim Radio-, TV- und Neue-Medien-Preis in der Kategorie Radiopreise.

## Hörspiele
Redaktion:
- 1981: Isaac Bashevis Singer: Eine Kindheit in Warschau (2 Teile) – Regie: Jörg Jannings (Hörspielbearbeitung, Kinderhörspiel – RIAS)
- 1983: Hans Christian Andersen: Die Geschichte von Däumelinchen – Bearbeitung (Wort) und Regie: Bärbel Jarchow-Frey (Hörspielbearbeitung, Kurzhörspiel, Kinderhörspiel – RIAS)
- 1985: Marieluise Ritter, Stefan Reusch: Ei! Ei! Ei! – Regie: Manfred Marchfelder (Original-Hörspiel, Kinderhörspiel – RIAS)
- 1990: Klaus Kordon: Panther & Co: Die Flaschenpost – Regie: Götz Naleppa (Hörspielbearbeitung, Kinderhörspiel – RIAS)

Bearbeitung (Wort):
- 1985: Anne Frank, Marei Obladen: Wird es nicht unglaublich erscheinen, wie wir hier gelebt haben? (Vorlage: Tagebuch der Anne Frank) – Regie: Bärbel Jarchow-Frey (Hörspielbearbeitung, Kinderhörspiel – RIAS)
  - Auszeichnung: Terre des Hommes-Kinderhörspielpreis 1986 (Hörempfehlung)

Regieassistenz:
- 1987: Claus Bredel: Der Satz oder die Saz – Regie: Andreas Weber-Schäfer (Originalhörspiel, Kinderhörspiel – HR/RIAS/RB)
- 1989: Fredrik Vahle: Panther & Co: Nicht nur Vögel können fliegen – eine Inselreise, erzählt, gesungen und gepfiffen – Regie: Mascha Gottschlich (Originalhörspiel, Kinderhörspiel – RIAS/Pläne Verlag)
  - Auszeichnung: Preis der deutschen Schallplattenkritik als künstlerisch herausragende Neuerscheinung des Tonträgermarktes (für die Kassettenausgabe) 1990

Regie:
- 1993: Boy Lornsen: Panther & Co:	Auf Kaperfahrt mit der friedlichen Jenny – Regie: Axel Fidelak, Paul Hartmann und Uta Beth (Hörspielbearbeitung, Kinderhörspiel – RIAS/RB/Jumbo Neue Medien & Verlag)
- 1993/94: Alexander Melentjewitsch Wolkow: Panther & Co: Im Zauberland (6 Teile) – Regie: Axel Fidelak, Paul Hartmann und Uta Beth (Kinderhörspiel, Hörspielbearbeitung – RIAS (Teile 1–3)/Deutschlandradio (Teile 4–6)/Deutsche Grammophon)